# Am-pehu

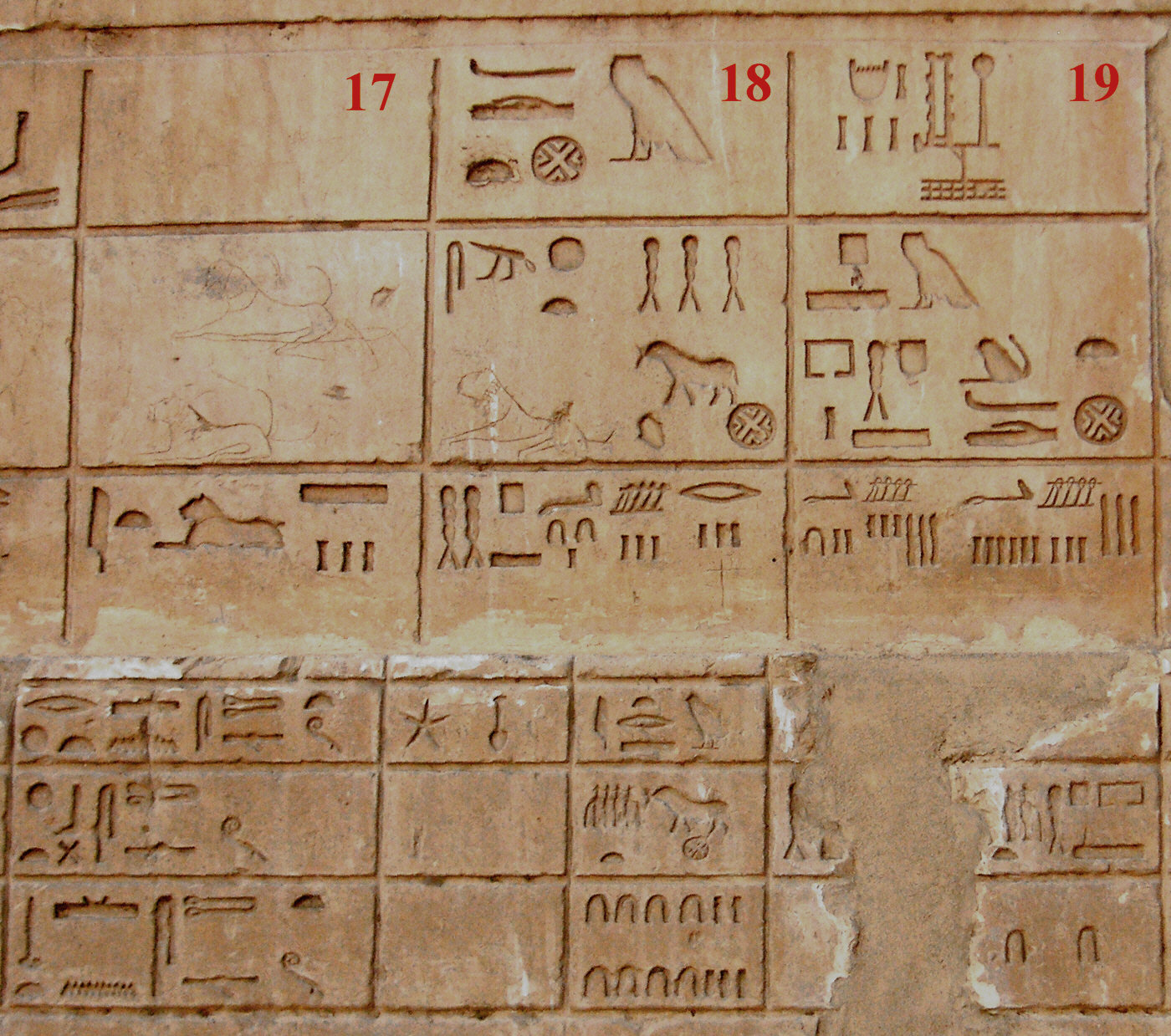
Am-pehu, län 19, på "Vita kapellets" vägg i Karnak.

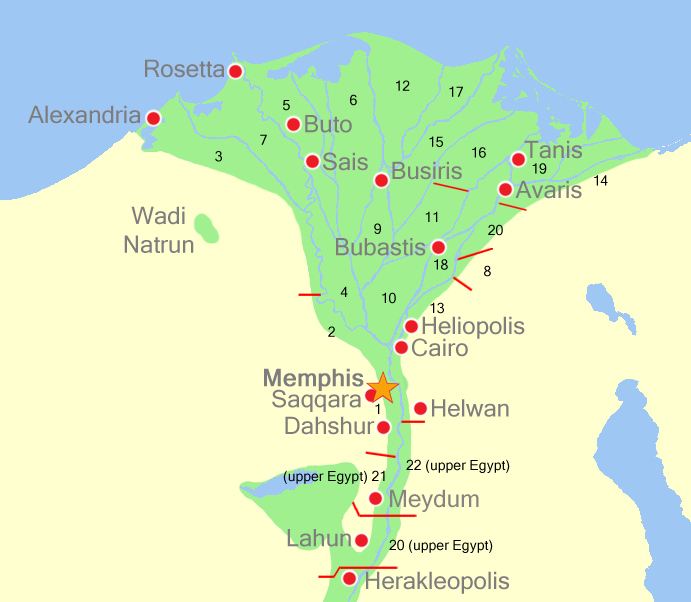
Lägeskarta över nomoi i Nedre Egypten.

Am-pehu ("Nordprinsen", även Am-peho) var ett av de 42 nomoi (länen) i Forntida Egypten.
| A18 | F22 · R12 · N24 |

Am-pehu med hieroglyfer

## Geografi
Am-pehu var ett av de 20 nomoi i Nedre Egypten och hade nummer 19.
Länets storlek går ej att utläsa, vanligen var länen cirka 30–40 km långa och ytan beroende på Nildalens bredd eller öknens början. Ytan räknades i cha-ta (1 cha-ta motsvarar 2,75 ha) och längden räknades i iteru (1 iteru motsvarar 10,5 km).
Niwt (huvudorten) var Djanet/Tanis (dagens San el-Hagar) och senare Hawaret/Avaris (dagens Tel el Dab'a), Per-Ramses och Hurbeit. Den övriga större orten var Imet (dagens Tell Nabasha).

## Historia
Varje län styrdes av en nomark som officiellt lydde direkt under faraon.
Varje Niwt hade ett Het net (tempel) tillägnad områdets skyddsgud och ett Heqa het (nomarkens residens).
Länets skyddsgud var Buto och bland övriga gudar dyrkades främst Amon, Khonsu och Mut.
Idag ingår området i guvernementet ash-Sharqiyya.